# Trevante Rhodes

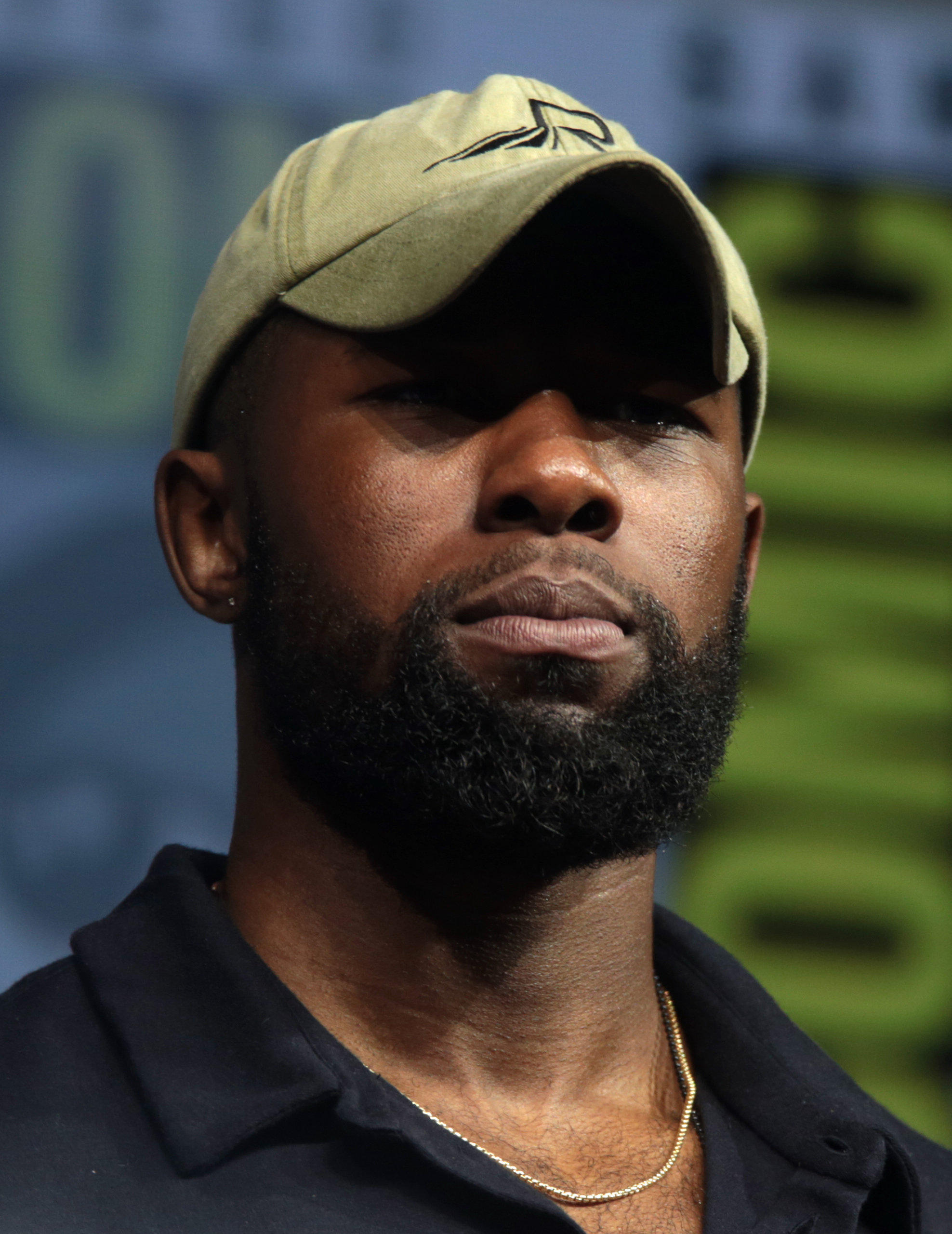
Trevante Rhodes (2018)

Trevante Nemour Rhodes (* 10. Februar 1990 in Ponchatoula, Louisiana) ist ein US-amerikanischer Filmschauspieler.

## Leben
Trevante Rhodes wurde in Ponchatoula in der Nähe von New Orleans im US-Bundesstaat Louisiana geboren. Als er vier Jahre alt war, trennten sich seine Eltern. Mit zehn Jahren zog er gemeinsam mit seiner Mutter nach Dallas, Texas, wo diese als Buchhalterin für einen Öl- und Gaskonzern arbeitete. Später erhielt Rhodes aufgrund seiner besonderen sportlichen Begabung ein Sportstipendium und besuchte die University of Texas at Austin. Als Sprinter spezialisierte er sich dabei auf die 100- und 200-Meter-Strecken und konnte in diesen Disziplinen größere sportliche Erfolge erzielen. Bei der Teilnahme des US-Kaders an den Pan American Junior Athletics Championships in Port of Spain in Trinidad und Tobago im Jahr 2009 verhalf Rhodes seinem Team zu einer Goldmedaille in der 4-mal-100-Meter-Staffel.
In seinem letzten Jahr an der Hochschule, so Rhodes, joggte er oberkörperfrei auf dem Campus, wo ihn eine Casting-Direktorin sah und ihm eine Rolle in einem Film anbot.

## Filmkarriere
Nach seinem Abschluss zog Rhodes nach Los Angeles, Kalifornien, wo er schnell für kleinere Nebenrollen im Film Weightless von Terrence Malick, im Kurzfilm Open Windows mit Elijah Wood, in Eddie O’Keefes Film Shangri-La Suite und in The Night is Young von Matt Jones und Dave Hill gebucht wurde. In der Fernsehserie If Loving You Is Wrong erhielt Rhodes die Rolle von Ramsey. Weitere Rollen erhielt Rhodes in den Fernsehserien Gang Related und Westworld.
Im Film Moonlight übernahm Rhodes die Rolle der Hauptfigur im Erwachsenenalter, einem Homosexuellen, der in Miami aufwächst und sich sein ganzes Leben im Prozess der Identitätsfindung befindet. Der Film wurde 2016 beim Telluride Film Festival und im Rahmen des Toronto International Film Festivals vorgestellt. Rhodes, der im wahren Leben heterosexuell ist, hatte Schwule in seinem Bekanntenkreis, und diese Nähe zur queeren Subkultur half ihm, sich auf seine Rolle vorzubereiten und sich mit der von ihm verkörperten Figur zu identifizieren. Aus dem IndieWire’s 2016 Critics Poll ging Rhodes für seine Darstellung als einer der Besten Nebendarsteller hervor.
Im Film Burning Sands von Gerard McMurray, der im Rahmen des Sundance Film Festivals seine Premiere feierte, übernahm Rhodes die Rolle von Fernander. Im Film Operation: 12 Strong von Nicolai Fuglsig erhielt Rhodes die Rolle von  Ben Milo. Der Film basiert auf einer wahren Begebenheit, bei der US-Soldaten in Afghanistan gegen die Taliban kämpften. Eine weitere Rolle erhielt er im Film The Predator von Shane Black, der 2018 in die Kinos kam.
Im Biopic The United States vs. Billie Holiday von Lee Daniels erhielt Rhodes die Rolle von Agent Jimmy Fletcher, der mit der Titelfigur Billie Holiday eine Affäre beginnt.
Neben seiner Tätigkeit als Schauspieler arbeitete Rhodes als Model für die Herrenunterwäsche-Frühjahrskollektion 2017 von Calvin Klein.
Ende Juni 2018 wurde Rhodes ein Mitglied der Academy of Motion Picture Arts and Sciences.

## Filmografie (Auswahl)
- 2015: Shangri-La Suite
- 2015: The Night Is Young
- 2016: Moonlight
- 2017: Burning Sands
- 2017: Song to Song
- 2018: Operation: 12 Strong (12 Strong)
- 2018: Predator – Upgrade (The Predator)
- 2018: Bird Box – Schließe deine Augen (Bird Box)
- 2021: The United States vs. Billie Holiday
- 2022: Bruiser
- 2022: Mike (Miniserie)
- 2024: Mea Culpa

## Auszeichnungen (Auswahl)
Chicago Film Critics Association Award
- 2016: Nominierung als Bester Nebendarsteller (Moonlight)
- 2016: Nominierung als Vielversprechendster Schauspieler (Moonlight)[12]

Gotham Independent Film Award
- 2016: Auszeichnung mit dem Special Jury Prize als Teil des Ensembles im Film Moonlight[13]

Independent Spirit Award
- 2016: Auszeichnung mit dem Robert Altman Award als Teil des Ensembles im Film Moonlight[14]

NAACP Image Award
- 2017: Nominierung als Bester Nebendarsteller (Moonlight)[15]

Screen Actors Guild Award
- 2017: Nominierung als Mitglied des Besten Schauspielensembles in einem Film (Moonlight)[16]